# Adamou Idé

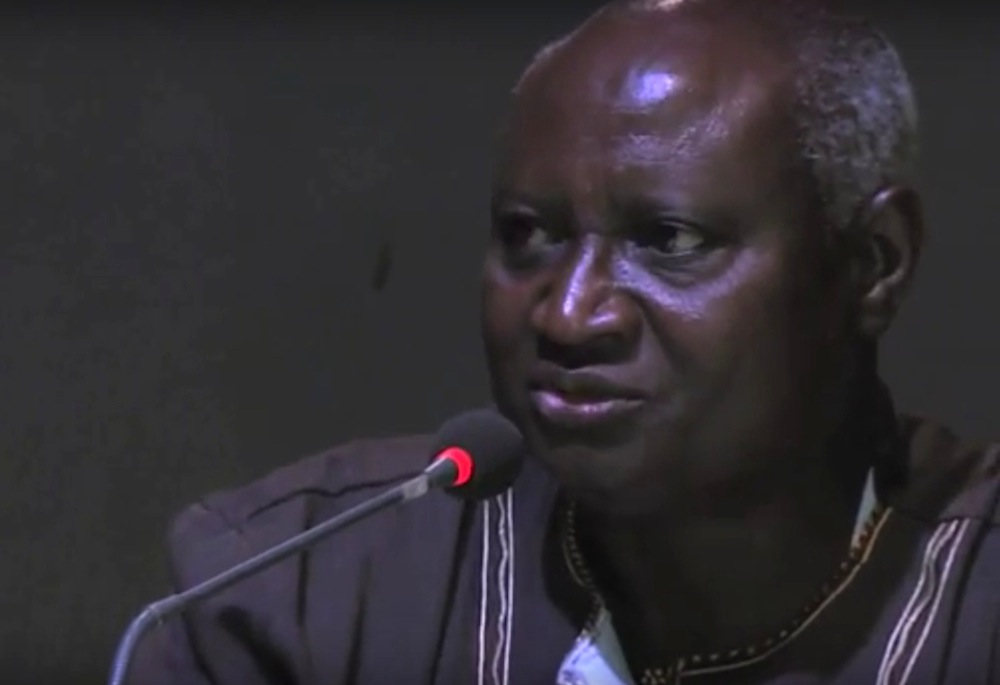
Adamou Idé (2014)

Adamou Idé (* 22. November 1951 in Niamey) ist ein nigrischer Schriftsteller.

## Leben
Adamou Idé schloss ein Studium an der Université Paris 1 Panthéon-Sorbonne mit einer Maîtrise en droit ab. Er erwarb ferner ein Diplom in Management am Pariser Institut International d’Administration Publique. Idé arbeitete als Funktionär für die Regierung Nigers und die Agence de Coopération Culturelle et Technique, die Vorgängerorganisation der Internationalen Organisation der Frankophonie. Als Experte für Berufsausbildung und den öffentlichen Dienst unterrichtete er an der Ecole Nationale d’Administration und an der Abdou-Moumouni-Universität in Niamey.
Idé gewann 1981 den Prix national de Poésie, einen nigrischen Preis für Dichtkunst. Seine erste literarische Veröffentlichung folgte 1984 mit der Gedichtesammlung Cri inachevé. Neben Lyrik widmet er sich dem Verfassen von Romanen. Er schreibt auf Französisch, der Amtssprache Nigers, und in seiner Muttersprache Songhai-Zarma. Vor dem Hintergrund der Kulturen und Traditionen Nigers zeigt er in seinen humanistischen und oft humorvollen Werken gesellschaftliche Fehlentwicklungen und Ungerechtigkeiten auf. 1996 wurde Adamou Idé mit dem staatlichen Literaturpreis Prix Boubou Hama ausgezeichnet. Er ist außerdem Träger des Ritterkreuzes des Verdienstordens Nigers.

## Werke
- Cri inachevé. Imprimerie Nationale du Niger, Niamey 1984.
- Sur les terres de silence. L’Harmattan, Paris 1994, ISBN 2-7384-2571-2.
- Talibo, un enfant du quartier. L’Harmattan, Paris 1996, ISBN 2-7384-4311-7.
- Wa sappe ay se! Ministère de l’education de base I et de l’alphabétisation, Niamey 2003.
- Misères et grandeurs ordinaires. La Cheminante, Hendaye 2008, ISBN 978-2-917598-00-9.
- Tous les blues ne donnent pas le cafard. Mit Illustrationen von Martine Nostron. La Cheminante, Ciboure 2009, ISBN 978-2-917598-05-4.
- Camisole de paille. La Cheminante, Ciboure 2011, ISBN 978-2-917598-24-5.